# カウントダウン・ドキュメント 秒ヨミ!
『カウントダウン・ドキュメント 秒ヨミ!』（カウントダウン・ドキュメント びょうヨミ）は、2009年4月5日から2010年3月28日まで日本テレビ系列局で放送された中京テレビ製作のドキュメントバラエティ番組。全51回。ハイビジョン制作、一部ネット局では字幕放送を実施。

## 番組概要

### 2009年4月 - 9月
番組は、3人の調査員がボス「カーシー」からの指令を受けてから目標を達成するまでの流れを追っていた。番組内では時間経過に合わせた時計表示の演出も入っていた。
前番組『ニッポン縦断おかず発見!ルート88』と同様に、放送時間が2種類（40分版と30分版）に分かれていた。

### 2009年10月 - 2010年3月
2009年10月からは、宮根誠司をナビゲーターに迎えて行われるようになった。宮根はフリーアナウンサー転身後初の中京テレビ製作番組レギュラー出演で、毎回キーパーソン相手のインタビュアーも兼任していた。
それ以前までの調査員は週替わりで1人ずつ出演していたが（VTRのみの出演）、2か月程で出演しなくなった。また、ナレーターは垂木勉が務めていたが、フリーアナウンサーの小倉淳に交代した。番組内での時計表示も廃止されたが、テーマによってはその後も表示することがあった。

## 出演者

### 調査員
- 今井ゆうぞう（2009年4月 - 2009年9月）
- 中嶋美和子（元大分朝日放送アナウンサー、2009年4月 - 2009年9月）
- 中村蒼（2009年4月 - 2009年9月）

### ナビゲーター
- 宮根誠司（元朝日放送アナウンサー、2009年10月 - 2010年3月）

### ナレーター
- 垂木勉（2009年4月 - 2009年9月）
- 小倉淳（元日本テレビアナウンサー、2009年10月 - 2010年3月）

## スタッフ

### 最終回時点でのスタッフ
- ナレーター - 小倉淳
- 構成 - 田代裕、満友研
- リサーチ - 鈴木知子、出川智弘
- CAM - 田中秀幸
- 音声 - 林芳成
- 編集 - 中村友哉、加藤裕也
- MA - 船木優
- 音効 - 金子喜久夫
- TK - 梅澤和世
- 協力 - e-naスタジオ、麻布プラザ、Can、日本テレビ音楽
- スタイリスト - ミズグチサチコ
- メーク - 小倉まゆり
- 編成 - 櫻井一毅（CTV）
- 広報 - 田村寿彦（CTV）
- デスク - 名子美智代、中村澄香
- AD - 鈴江こころ、松本拓也
- ディレクター - （週替わり）長縄亮、今村健二、鈴木浩晃 、岩本雅直、神田一成、伊崎真一郎
- 総合演出 - 石田昌浩、山田直子
- プロデューサー - 三井保夫、鈴木希己江、荒井裕晶、東海伸治
- チーフプロデューサー - 安部田公彦（CTV、2009年11月1日 - ）
- 制作協力 - 安寿、SION、One's One
- 製作著作 - 中京テレビ

### 過去のスタッフ
- ナレーター - 垂木勉
- 構成 - 田中直人、ヒロハラノブヒコ
- 音効 - 天久俊一
- 協力 - アーツポート企画
- スタイリスト - 上野真紀
- メーク - 下木恵子
- 広報 - 飯田勝人（CTV）
- プロデューサー - 若林愛美

## エンディングテーマ
- 2009年4月度：JYONGRI「Maybe Someday」
- 2009年5月度：w-inds. featuring G-DRAGON「HYBRID DREAM」
- 2009年6月度：Plastic Tree「梟」
- 2009年7月度：ET-KING「新恋愛」
- 2009年8月度：Alice Nine「華」
- 2009年9月度：EdgePlayer「流れて」
- 2009年10月度：リュ・シウォン「女夢-Memu-」
- 2009年11月度：CLUB PRINCE feat. IKECHAN「祭の神」
- 2009年12月度：ベッキー♪#「心こめて」
- 2010年1月度：関根麻里「ありがとう」
- 2010年2 - 3月度：TRIPLANE「君ドロップス」

## ネット局・放送時間
※全国27局ネットで放送されていたが、番組レギュラーだった中嶋美和子の出身地である大分県（テレビ大分）では放送されなかった。

### 40分版放送局
| 地域       | 放送局 （太字は字幕放送あり） | 系列           | 放送時間           | 遅れ日数 |
| ---------- | ----------------------------- | -------------- | ------------------ | -------- |
| 中京広域圏 | 中京テレビ                    | 日本テレビ系列 | 日曜 12:35 - 13:15 | 制作局   |
| 福島県     | 福島中央テレビ                | 日本テレビ系列 | 日曜 12:45 - 13:25 | 10分     |
| 関東広域圏 | 日本テレビ                    | 日本テレビ系列 | 日曜 12:45 - 13:25 | 10分     |
| 長崎県     | 長崎国際テレビ                | 日本テレビ系列 | 日曜 12:45 - 13:25 | 10分     |
| 新潟県     | テレビ新潟                    | 日本テレビ系列 | 日曜 12:45 - 13:25 | 7日      |
| 福岡県     | 福岡放送                      | 日本テレビ系列 | 日曜 12:45 - 13:25 | 7日      |
| 北海道     | 札幌テレビ                    | 日本テレビ系列 | 日曜 11:45 - 12:25 | 7日      |
| 鹿児島県   | 鹿児島読売テレビ              | 日本テレビ系列 | 日曜 12:50 - 13:30 | 14日     |

### 30分版放送局
| 地域           | 放送局             | 系列                                         | 放送時間           | 遅れ日数                      |
| -------------- | ------------------ | -------------------------------------------- | ------------------ | ----------------------------- |
| 青森県         | 青森放送           | 日本テレビ系列                               | 金曜 10:25 - 10:55 | 12日                          |
| 宮城県         | ミヤギテレビ       | 日本テレビ系列                               | 水曜 25:30 - 26:30 | 17日                          |
| 秋田県         | 秋田放送           | 日本テレビ系列                               | 火曜 16:24 - 16:53 | 7日                           |
| 山形県         | 山形放送           | 日本テレビ系列                               | 土曜 13:30 - 14:00 | 6日                           |
| 千葉県         | 千葉テレビ放送     | 独立UHF局 （首都圏トライアングル）           | 水曜 22:00 - 22:30 | 2010年10月6日放送開始 1年遅れ |
| 山梨県         | 山梨放送           | 日本テレビ系列                               | 日曜 10:55 - 11:25 | 7日                           |
| 長野県         | テレビ信州         | 日本テレビ系列                               | 日曜 13:00 - 13:30 | 7日                           |
| 静岡県         | 静岡第一テレビ     | 日本テレビ系列                               | 金曜 24:48 - 25:28 | 2009年6月4日放送開始          |
| 富山県         | 北日本放送         | 日本テレビ系列                               | 日曜 13:00 - 13:30 | 7日                           |
| 石川県         | テレビ金沢         | 日本テレビ系列                               | 月曜 24:59 - 25:31 | 15日                          |
| 福井県         | 福井放送           | 日本テレビ系列 テレビ朝日系列 クロスネット局 | 金曜 25:25 - 25:55 | 14日                          |
| 近畿広域圏     | 読売テレビ         | 日本テレビ系列                               | 金曜 25:29 - 25:59 | 5日                           |
| 鳥取県・島根県 | 日本海テレビ       | 日本テレビ系列                               | 火曜 16:24 - 16:53 | 9日                           |
| 広島県         | 広島テレビ         | 日本テレビ系列                               | 日曜 10:25 - 10:55 | 7日                           |
| 山口県         | 山口放送           | 日本テレビ系列                               | 日曜 13:00 - 13:30 | 7日                           |
| 徳島県         | 四国放送           | 日本テレビ系列                               | 金曜 25:25 - 25:55 | 5日                           |
| 香川県・岡山県 | 西日本放送         | 日本テレビ系列                               | 水曜 24:29 - 24:59 | 17日                          |
| 愛媛県         | 南海放送           | 日本テレビ系列                               | 日曜 12:55 - 13:25 | 7日                           |
| 高知県         | 高知放送           | 日本テレビ系列                               | 日曜 17:00 - 17:30 | 7日                           |
| 熊本県         | くまもと県民テレビ | 日本テレビ系列                               | 土曜 17:00 - 17:30 | 不明                          |

1. ↑  番組開始から2009年9月までは、同時ネットで日曜昼に40分版が放送されていたが、番組改編によって2009年10月からは7日遅れとなっている。
2. ↑  開始当初は同時ネットで放送されていたが、2009年10月より現時間帯[いつ?]に移動して遅れネットとなった。
3. ↑  2010年1月10日までは日曜11:00 - 11:30に放送。
4. ↑  宮根の司会就任回から放送。
5. ↑  ただし、一部回数を飛ばしたり、過去の再放送を行ったりすることもある。
6. ↑  同じ中京テレビ製作の『フットンダ』と併せて『キン★ドン』という枠の後半で放送されていた。
7. ↑  番組開始から2009年9月までは火曜 24:29 - 24:59だった。同じ中京テレビ製作の『フットンダ』と放送枠を交換。
8. ↑  2009年9月までは日曜 10:55 - 11:25、2009年10月から同年12月までは日曜 16:55 - 17:25の放送。
9. ↑  番組開始から2009年9月までは、同時ネットで日曜昼に40分版が放送されていたが、番組改編によって2009年10月から2010年3月までは放送時間が木曜の深夜帯に移動し、30分版が放送されていた。2010年4月からは土曜夕方に放送枠が移動した。